# Campeonato Europeo de Judo de 2016
El LXIV Campeonato Europeo de Judo se celebró en Kazán (Rusia) entre el 21 y el 23 de abril de 2016 bajo la organización de la Unión Europea de Judo (EJU) y la Federación Rusa de Judo.
Las competiciones se realizaron en la TatNeft Arena de la ciudad rusa.

## Medallistas

### Masculino
| Evento          | Oro                          | Plata                         | Bronce                                                     |
| --------------- | ---------------------------- | ----------------------------- | ---------------------------------------------------------- |
| –60 kg (21.04)  | Walide Khyar Francia         | Orxan Səfərov Azerbaiyán      | Elios Manzi · Italia · Hovhannes Davtian · Armenia         |
| –66 kg (21.04)  | Vazha Margvelashvili Georgia | Colin Oates Reino Unido       | Fabio Basile · Italia · Arsen Galstian · Rusia             |
| –73 kg (22.04)  | Rüstəm Orucov Azerbaiyán     | Lasha Shavdatuashvili Georgia | Rok Drakšič Eslovenia Nugzar Tatalashvili Georgia          |
| –81 kg (22.04)  | Jasan Jalmurzayev · Rusia    | Avtandil Chrikishvili Georgia | Robin Pacek · Suecia · Ivailo Ivanov · Bulgaria            |
| –90 kg (23.04)  | Varlam Liparteliani Georgia  | Krisztián Tóth · Hungría      | Piotr Kuczera · Polonia · Marcus Nyman · Suecia            |
| –100 kg (23.04) | Henk Grol · Países Bajos     | Toma Nikiforov · Bélgica      | Grigori Minaskin · Estonia · Michael Korrel · Países Bajos |
| +100 kg (23.04) | Teddy Riner Francia          | Or Sasson Israel              | Levan Matiashvili · Georgia · Daniel Natea · Rumania       |

### Femenino
| Evento         | Oro                          | Plata                            | Bronce                                                       |
| -------------- | ---------------------------- | -------------------------------- | ------------------------------------------------------------ |
| –48 kg (21.04) | Charline Van Snick · Bélgica | Éva Csernoviczki · Hungría       | Dilara Lokmanhekim · Turquía · Monica Ungureanu · Rumania    |
| –52 kg (21.04) | Majlinda Kelmendi Kosovo     | Priscilla Gneto Francia          | Andreea Chițu · Rumania · Yuliya Ryzhova · Rusia             |
| –57 kg (21.04) | Automne Pavia Francia        | Ivelina Ilieva Bulgaria          | Timna Nelson-Levy Israel Nora Gjakova Kosovo                 |
| –63 kg (22.04) | Tina Trstenjak Eslovenia     | Kathrin Unterwurzacher · Austria | Anicka van Emden · Países Bajos · Yekaterina Valkova · Rusia |
| –70 kg (22.04) | Gévrise Émane Francia        | Esther Stam Georgia              | Szabina Gercsák · Hungría · Fanny Posvite · Francia          |
| –78 kg (23.04) | Audrey Tcheuméo Francia      | Guusje Steenhuis · Países Bajos  | Luise Malzahn · Alemania · Natalie Powell · Reino Unido      |
| +78 kg (23.04) | Kayra Sayit Turquía          | Svitlana Yaromka · Ucrania       | Belkıs Zehra Kaya · Turquía · Jasmin Külbs · Alemania        |

## Medallero
| Núm. | País         | Oro | Plata | Bronce | Total |
| ---- | ------------ | --- | ----- | ------ | ----- |
| 1    | Francia      | 5   | 1     | 1      | 7     |
| 2    | Georgia      | 2   | 3     | 2      | 7     |
| 3    | Países Bajos | 1   | 1     | 2      | 4     |
| 4    | Azerbaiyán   | 1   | 1     | 0      | 2     |
| 4    | Bélgica      | 1   | 1     | 0      | 2     |
| 6    | Rusia        | 1   | 0     | 3      | 4     |
| 7    | Turquía      | 1   | 0     | 2      | 3     |
| 8    | Eslovenia    | 1   | 0     | 1      | 2     |
| 8    | Kosovo       | 1   | 0     | 1      | 2     |
| 10   | Hungría      | 0   | 2     | 1      | 3     |
| 11   | Bulgaria     | 0   | 1     | 1      | 2     |
| 11   | Israel       | 0   | 1     | 1      | 2     |
| 11   | Reino Unido  | 0   | 1     | 1      | 2     |
| 14   | Austria      | 0   | 1     | 0      | 1     |
| 14   | Ucrania      | 0   | 1     | 0      | 1     |
| 16   | Rumania      | 0   | 0     | 3      | 3     |
| 17   | Alemania     | 0   | 0     | 2      | 2     |
| 17   | Italia       | 0   | 0     | 2      | 2     |
| 17   | Suecia       | 0   | 0     | 2      | 2     |
| 20   | Armenia      | 0   | 0     | 1      | 1     |
| 20   | Estonia      | 0   | 0     | 1      | 1     |
| 20   | Polonia      | 0   | 0     | 1      | 1     |
|      | TOTAL        | 14  | 14    | 28     | 56    |